# Neonella colalao
Neonella colalao är en spindelart som beskrevs av Galiano 1998. Neonella colalao ingår i släktet Neonella och familjen hoppspindlar. Inga underarter finns listade i Catalogue of Life.